# Temporada de tempestades de vento na Europa de 2020–2021
A temporada de tempestades de vento na Europa de 2020–2021 é o sexto exemplo de nomeação sazonal de tempestades de vento na Europa. Esta é a segunda temporada em que a Holanda participa, juntando-se às agências meteorológicas da Irlanda e do Reino Unido. A lista de nomes das novas tempestades na temporada foram lançados em 1 de setembro de 2020. As tempestades que ocorrerem até 31 de agosto de 2021 serão incluídas nesta temporada. As agências meteorológicas portuguesas, espanholas e francesas vão voltar a colaborar também, a que se juntou a agência meteorológica belga.

## Plano de fundo e nomenclatura
Em 2015, o Met Office e o Met Éireann anunciaram um projeto piloto para nomear alertas de tempestade como parte do projeto "Name our Storms" para tempestades de vento e pediu sugestões ao público. Os escritórios meteorológicos produziram uma lista completa de nomes de 2015–2016 a 2017–2018, comum ao Reino Unido e à Irlanda, com a participação dos Países Baixos a partir de 2019. Os nomes no Reino Unido serão baseados no National Severe Weather Warning Service, quando uma tempestade for avaliada como tendo potencial para um aviso âmbar ('esteja preparado') ou vermelho ('agir (perigo de vida)').
Existem duas listas de nomes principais: uma criada pelas agências meteorológicas nacionais do Reino Unido, Irlanda e Holanda, e outra criada pelas agências equivalentes da França, Espanha, Portugal e Bélgica. Além disso, os ex- furacões do Atlântico manterão seus nomes conforme atribuídos pelo National Hurricane Center dos Estados Unidos.
Também, alguns destas tempestades podem ser de origens tropicais. Por exemplo, Lorenzo de Furacão Ex de 2019 fez landfall em Irlanda e Reino Unido. Todos os  detalhes em furacões e tempestades tropicais podem ser encontrados no Centro de Furacão Nacional.
Além disso, algumas dessas tempestades podem ser de origem tropical. Por exemplo, o Ex-furacão Lorenzo de 2019 atingiu a Irlanda e o Reino Unido. Todos os detalhes sobre tempestades tropicais e furacões podem ser encontrados no National Hurricane Center.

### Reino Unido, Irlanda e Holanda
Os seguintes nomes foram selecionados para a temporada de 2020–2021.
| - Aiden - Bella - Christoph - Darcy - Evert (sem ser usado) - Fleur (sem ser usado) - Gavin (sem ser usado) | - Heulwen (sem ser usado) - Iain (sem ser usado) - Julia (sem ser usado) - Klaas (sem ser usado) - Lilah (sem ser usado) - Minne (sem ser usado) - Naia (sem ser usado) | - Oscar (sem ser usado) - Phoebe (sem ser usado) - Ravi (sem ser usado) - Saidhbhín (sem ser usado) - Tobias (sem ser usado) - Veronica (sem ser usado) - Wilson (sem ser usado) |

### França, Espanha, Portugal e Bélgica
Este será o quarto ano em que as agências meteorológicas da França, Espanha e Portugal nomearão tempestades que afetam as suas áreas. Este esquema de nomeação sobrepõe-se parcialmente ao utilizado pelo Reino Unido, Irlanda e Países Baixos, uma vez que as tempestades nomeadas pelo outro grupo de agências serão usadas reciprocamente.
| - Alex - Barbara - Clement - Dora - Ernest - Filomena - Gaetan | - Hortense - Ignacio - Justine - Karim (sem ser usado) - Lola (sem ser usado) - Mathieu (sem ser usado) - Nadia (sem ser usado) | - Octave (sem ser usado) - Paula (sem ser usado) - Rodrigo (sem ser usado) - Sofia (sem ser usado) - Tristan (sem ser usado) - Vivian (sem ser usado) - Walter (sem ser usado) |

## Tempestades

### Tempestade Alex
Tempestade Alex chegando a terra na Britânia na intensidade máxima em 2 de outubro
A tempestade Alex, nomeada pela AEMET e Météo-France em 30 de setembro, formou-se perto da Bretanha em 1 de outubro após sofrer uma ciclogênese explosiva. Por causa dessa tempestade, um departamento na França, o Morbihan, foi atualizado para o alerta vermelho para ventos fortes às 16h00, horário central.
Alex causou muitos danos no departamento do Morbihan. Árvores foram derrubadas, estradas e ferrovias foram fechadas devido a enchentes e árvores que foram derrubadas pelos fortes ventos. Cerca de 100 mil cortes de energia foram relatados na Bretanha. A Météo-France observou fortes ventos locais sobre a terra ( 142 km/h em Granville, 132 km/h em Sarzeau, 131 km/h em Vannes, 129 km/h em Cholet ).
A tempestade levou à advecção do ar mediterrâneo ao norte, onde interagiu com a topografia costeira, produzindo fortes chuvas no sudeste da França. O departamento dos Alpes-Marítimos foi alertado em vermelho para grandes chuvas e inundações. A Météo-France relatou um máximo de 571 mm (22.5 in) em 24 horas em Mons. Mais geralmente, 250 to 300 mm (9.8 to 11.8 in) foram relatados no departamento dos Alpes-Maritimes. Météo-France também relatou 60 to 100 mm (2.4 to 3.9 in) nos departamentos de Drôme, Ardèche, Rhône, Ain, Saône-et-Loire, Jura e Côte-d'Or. 130 mm (5.1 in) em 24 horas em La Rochepot, Côte-d'Or, estabeleceu um novo recorde para a Borgonha em outubro.)) Pelo menos 3 pessoas morreram; um em Brest e 2 nos Alpes Marítimos, com 12 faltando no total. Na Itália, 1 morte foi relatada com 2 pessoas desaparecidas.
 967.3 mbar (28.56 inHg)

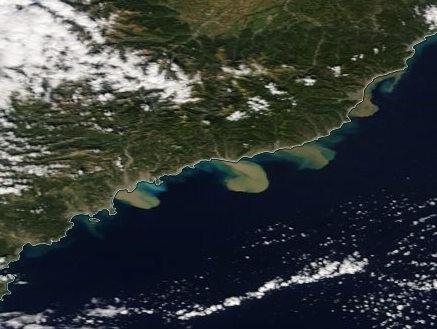
Plumas de sedimento no Mar do Mediterrâneo depois das cheias devastadoras no SE da França agregadas à tempestade Alex

Muitos avisos de tempo amarelo e âmbar foram emitidos no Reino Unido para ventos fortes e chuvas fortes. A partir das 21:00 BST, o Met Office reportou que a precipitação máxima total era de 78 mm (3.1 in) em Liss, Hampshire, com a rajada máxima de 114 km/h sendo registado em Berry Head, Devon. Muitas das fatalidades foram causadas pelos deslizamentos de terra que se seguiram.
Em 5 de outubro de 2020, o número de mortos nas enchentes que afetaram a França e a Itália aumentou para 7, quando três corpos foram encontrados em Nice, elevando o número de mortos na França para quatro, enquanto havia três mortos na Itália. A região do Piemonte testemunhou níveis de chuva não registados desde 1958, nos quais atingiu o recorde de 630 mm (25 in) de chuva em Sambughetto em apenas 24 horas.  Em 6 de outubro, o número de mortos chegou a 12, com mais 20 desaparecidos, já que havia outros cinco mortos na Itália, incluindo um trabalhador que foi encontrado na região italiana da Ligúria, desaparecido durante o início das cheias.  Além disso, os cemitérios em Saint-Martin-Vésubie e Tende foram parcialmente destruídos pelas inundações, além de sete lobos negros canadenses que se perderam em um parque de vida selvagem em Nice. O Ministro de Estado do Monâco Pierre Dartout anunciou que €4 m seriam distribuídos para as regiões afetadas, incluindo as comunidades francesas em Alpes-Maritimes e município italiano de Ventimiglia.  Outras 3 pessoas foram encontradas mortas e outra desapareceu, elevando o número de desaparecidos para 21 e o número de mortos para 15 em 7 de outubro.  Em 3 de outubro, mais um indivíduo havia desaparecido, mas as outras 21 pessoas desaparecidas foram encontradas em segurança e resgatadas, elevando o número de desaparecidos para 1 indivíduo. Além disso, um bombeiro italiano foi morto por um galho em queda.

### Tempestade Barbara
Bárbara desenvolveu-se a partir de uma onda na frente de um complexo de baixa pressão a sudoeste de Portugal em 19 de outubro. Deslocou-se para noroeste sobre a Península Ibérica, no Golfo da Biscaia, avançando para o canal da Inglaterra e para o Mar do Norte, depois para a Escandinávia, trazendo fortes chuvas e, em alguns lugares, a primeira neve da estação.

### Tempestade Aiden
A tempestade Aiden foi nomeado pelo executivo sênior da Met Éireann Aidan McLaughlin em 30 de outubro de 2020.
Em 30 de outubro, o Met Éireann emitiu um alerta de vento Status Orange para os condados de Kerry, Cork, Waterford, Wexford, Kilkenny, Carlow e Wicklow, válido entre 31 de outubro de 2020 às 05:00 e 31 de outubro de 2020 às 10:00. Um alerta de vento laranja de status adicional foi emitido para os condados de Donegal, Sligo, Mayo, Galway e Clare, válido entre 31 de outubro de 2020 às 08:00 e 31 de outubro de 2020 às 16:00. Em ambos os avisos, velocidades médias do vento de 65 km/h (40 mph) a 80 km/h (50 mph) eram esperados, com rajadas fortes e danosas de até 130 km/h (81 mph) também esperado. Um alerta de vento Status Yellow foi emitido para todos os condados restantes, válido entre 31 de outubro de 2020 01:00 e 31 de outubro de 2020 15:00.
Mais de 8.000 casas e empresas ficaram sem energia quando a tempestade atingiu o país com fortes rajadas de até 130 km/h (81 mph) em Malin Head, Irlanda, que levou à queda de árvores e inundações.
A rajada mais alta no Reino Unido foi de 127 km/h (79 mph) em Altnaharra, Sutherland.

### Tempestade Clemente
Percurso da tempestade Clement
A tempestade Clement foi nomeado pela AEMET em 27 de novembro. Situava-se perto das ilhas dos Açores quando foi nomeado. Em 28 de novembro, Clemente mudou-se ligeiramente mais para o sul e estava afetando as Ilhas Canárias e Madeira.  A tempestade parou, mantendo as piores condições longe do continente europeu. Portugal e algumas partes da Espanha Ocidental viram as bandas externas de Clemente. O NHC também monitorava o sistema para o desenvolvimento tropical ou subtropical. Após estagnar por cerca de 4 dias, o sistema se dissipou em 2 de dezembro.

### Tempestade Dora
A tempestade Dora foi nomeada em 2 de dezembro. Trouxe chuva e neve para o Reino Unido, França, Península Ibérica e partes da Escandinávia. As áreas mais próximas da costa viram alguns ventos de mais de 100 km/h (62 mph). No final de 4 de dezembro, o sistema havia se tornado muito desorganizado e no início de 5 de dezembro foi absorvido por outro sistema de baixa pressão, que foi denominado Xunav pela Universidade Livre de Berlim.

### Tempestade Ernest
A tempestade Ernest foi nomeada em 7 de dezembro pela AEMET e pela Meteo France. Ele se deslocou sobre o Golfo da Biscaia e depois para a terra, trazendo chuva e vento para o norte da Espanha e o sul da França. Seus impactos então se moveram em direção à Itália e Suíça, trazendo chuva e também neve nas montanhas, mas ventos mais fracos.  Depois de chegar às costas da Itália, o sistema voltou-se para o nordeste. Sua chuva afetou os países dos Balcãs e trouxe neve e precipitação mista a partes da Bielo-Rússia, Rússia e Báltico, com seu centro na Romênia e na Bulgária.  O sistema se dissipou em 12 de dezembro.

### Tempestade Bella
A tempestade Bella foi nomeada em 25 de dezembro pelo Met Office. Atingiu o Reino Unido e a Holanda, trazendo rajadas de vento de até 73 milhas por hora (120 km/h) ou mais.  Também existia a ameaça de inundações, que obrigou muitas pessoas a abandonar as suas casas.  O sistema era notavelmente grande, uma vez que a baixa pressão cobriu a maior parte da área entre a costa leste da Groenlândia e a costa oeste da Noruega e a área entre Svalbard e a Escócia em 25 de dezembro. A costa norueguesa foi afetada, fazendo com que grande parte da região tivesse um Natal Branco. Depois de fazer landfall, o sistema enfraquecido virou para o norte e, eventualmente, se dissipou na Escandinávia Central.

### Tempestade Filomena
Neve em Saragoça.
A tempestade Filomena foi nomeada pela AEMET ( em castelhano: Agencia Estatal de Meteorología ) em 5 de janeiro.  Tudo começou como um sistema que se dividiu em dois sistemas e atingiu a Espanha e Portugal de 6 a 9 de janeiro. Perto da costa, rajadas de vento de até 50 milhas por hora (80 km/h) ocorreu, bem como 1−2 polegadas (95 cm) de chuva. Mais para o interior e em altitudes mais elevadas, quedas de neve de até 2 pés (0,61 m) ocorrido, com áreas da cidade de Madrid recebendo acumulação de neve de até 24 polegadas (61 cm). De acordo com a AEMET, Filomena foi a maior tempestade de neve na Espanha desde 1971. Nas montanhas, rajadas de vento de até 75 milhas por hora (120 km/h) acompanhou os grandes totais de neve. Devido à quantidade sem precedentes de neve, alguns motoristas desavisados ficaram presos nas estradas por horas. 4 mortes também foram relatadas; dois em Málaga devido a inundações e dois homens sem-teto que morreram congelados. Um estava em Madrid, o outro em Calatayud. Em 9 de janeiro, mais 8 polegadas (20 cm) de neve caiu em Madrid.  O sistema começou a ficar muito desorganizado no dia 12 de janeiro, e foi absorvido por um sistema chamado Dimitrios (veja abaixo), no dia 13.

### Tempestade Christoph
Tempestade Christoph foi nomeada em 18 de Janeiro pelo Met Office. Trouxe grandes inundações para casas no Reino Unido e uma tempestade de neve no norte da Inglaterra. Depois de se afastar do Reino Unido, atingiu a Escandinávia com ventos fortes e neve. O Serviço Meteorológico da Noruega deu à tempestade o nome de "Frank". O norte da Noruega foi atingido por ventos fortes até 50 m/s, e combinado com baixas temperaturas (-15°C), o serviço meteorológico alertou para altos riscos de queimaduras de frio se permanecessem ao ar livre. Neve pesada atingiu o norte da Suécia, alguns locais com um metro de neve. Os trens foram parados nas regiões de Jämtland e Norrbotten, e o tráfego foi interrompido em toda a Norrland, bem como partes do leste da Noruega. Neve e ventos cortaram a energia para vários milhares de pessoas no leste da Noruega e interromperam a rede móvel. A tempestade parou sobre o mar da Noruega por cerca de 4 dias, em seguida, dissipou-se em 26 de Janeiro.

### Tempestade Gaetan
A tempestade Gaetan foi nomeada em 19 de Janeiro. Seguiu um caminho semelhante ao que Christoph tomou. Atingiu a Espanha e o Reino Unido com ventos fortes, chuva e um pouco de neve. Foi absorvida pela tempestade Christoph em 20 de Janeiro.

### Tempestade Hortense
A tempestade Hortense foi nomeada por AEMET em 20 de Janeiro. atingiu a Península Ibérica em 21 e 22 de Janeiro, trazendo rajadas de vento de até 144 km/h (89 mph), embora houvesse alguns relatos não oficiais de 170 km/h (110 mph). O sistema então afetou a Finlândia, e dissipou-se em 25 de Janeiro.

### Tempestade Ignacio
A tempestade Ignacio foi nomeada em 22 de Janeiro pela AEMET e esteve ativa até o dia 26. A tempestade moveu-se sobre Espanha e Itália com forte chuva. Depois disso, a tempestade mudou-se para o centro-leste da Europa, trazendo até 12 in (30 cm) de neve em algumas áreas.

### Tempestade Justine
Justine foi nomeada em 26 de Janeiro por IPMA. Causou chuva e ventos fortes para Espanha e França. Algumas partes da Irlanda e do Sul da Inglaterra também registaram um total de quedas de neve de até 5 in (13 cm). Havia rajadas de vento de até 137 km/h ao longo das costas do Norte de Espanha e sudoeste de França. Foi absorvida por outro sistema que trouxe neve significativa para áreas da Croácia e Eslovénia.

### Tempestade Darcy
A tempestade Darcy foi nomeada em 5 de fevereiro e está prevista para trazer ventos fortes e fortes nevões para o Reino Unido, Holanda e Alemanha. em 7-8 de fevereiro.

### Outros sistemas
Um poderoso ciclone, denominado Aila pelo Instituto Meteorológico Finlandês, atingiu a Finlândia em 16 de setembro e continuou a causar perturbações no dia seguinte. Os piores impactos foram sentidos no centro-sul da Finlândia, ao norte de Helsinque. Nessas áreas, a tempestade trouxe fortes chuvas e vento. Havia ondas de até 19 pés (5,8 metros) de altura e ventos de até 124 km/h (77 mph). A maior parte da chuva caiu em Kajaani, onde recebeu tanta chuva quanto em todo o mês de setembro de Aila. Em termos de impactos físicos, a tempestade interrompeu o tráfego de balsas, derrubou árvores e cortou a energia de pelo menos 90.000 casas.
O ciclone Ianos, um medicane batizado pelo serviço meteorológico nacional da Grécia, percorreu a Grécia entre 17 e 18 de setembro. Resultou na morte de pelo menos 3 pessoas e no corte dos serviços ferroviários que ligam o norte e o sul da Grécia. A tempestade veio com enchentes significativas e ventos próximos ou acima da força do furacão.
Em 19 de novembro, os remanescentes extratropicais do furacão Eta atingiram a Finlândia e foram nomeados Liisa pelo Instituto Meteorológico Finlandês. Trouxe vento de até 89 km/h (55 mph), cortando energia para mais de 64.000 pessoas. Árvores e edifícios também foram danificados. As fortes chuvas também causaram dificuldades de locomoção, com estradas escorregadias causando más condições de tráfego, bem como danos aos trilhos, forçando o atraso ou o cancelamento dos serviços de trem em todo o país.
A tempestade Dimitrios, nomeada pela Universidade Livre de Berlim, afetou o norte da Europa de 10 a 12 de janeiro. Os efeitos mais notáveis foram na Suécia, onde o SMHI emitiu um alerta vermelho para neve em partes do condado de Västernorrland, que foi a primeira vez desde 2010. A tempestade causou nevascas naquela área, com rajadas de vento de 40 milhas por hora (64 km/h) às vezes e 18−24 polegadas (1 739 cm) de queda de neve em algumas áreas a oeste da cidade de Örnsköldsvik. A tempestade deixou 6.000 clientes no norte da Suécia sem energia. Ventos fortes e chuvas também estiveram presentes na Finlândia e na Alemanha.

## Efeitos sazonais
| Tempestade | Datas activo                       | Rajadas mais altas | Pressão mais baixa   | Fatalidades (+desaparecidos) | Danos        | Áreas afectadas                                                             |
| ---------- | ---------------------------------- | ------------------ | -------------------- | ---------------------------- | ------------ | --------------------------------------------------------------------------- |
| Alex       | 30 Setembro–3 Outubro              | 186 km/h (116 mph) | 969 mbar (28.6 inHg) | 16 (1 desaparecido)          | S/D          | Reino Unido, Espanha, França, Itália                                        |
| Barbara    | 20 - 22 Outubro 2020               |                    | 990 mbar (29 inHg)   | 5 !                          | Desconhecdio | Reino Unido, Espanha, Portugal                                              |
| Aiden      | 31 Outubro – 2 Novembro 2020       | 130 km/h (81 mph)  | 974 mbar (28.8 inHg) | 5 !                          | Desconhecido | Reino Unido, Irlanda                                                        |
| Clement    | 27 Novembro 2020 – 2 Dezembro 2020 |                    | 993 mbar (29.3 inHg) | Desconhecido                 | Desconhecido | Açores, Canárias, Madeira, Península Ibérica                                |
| Dora       | 3 – 5 Dezembro 2020                |                    |                      |                              |              | Reino Unido, França, Península Ibérica, Sul da Escandinávia                 |
| Ernest     | 7 – 12 Dezembro 2020               |                    |                      |                              |              | Espanha, França, Suíça, Itália, Balcões, Rússia, Belarrússia, Balticos      |
| Bella      | 25 – 31 Dezembro 2020              | 106 mph (171 km/h) | 956 mbar (28.2 inHg) |                              |              | Reino Unido, República da Irlanda, França, Escandinávia, Islândia, Hollanda |
| Filomena   | 5 – 13 de Janeiro 2021             |                    |                      | 4                            | Desconhecido | Península Ibérica, Maroccos, Itália, Croácia                                |
| Christoph  | 18–26 Janeiro de 2021              |                    |                      |                              |              | Reino Unido, República da Irlanda, Escandinávia                             |

## Coordenação de tempestades nomeada pelos serviços meteorológicos europeus
| tabela de tempestades nomeadas (datas de impacto – quando avisos forma emitidos para, não duração do ciclone) |
| --- |
| Aila (Fi), Timona (FUB), 16–17 de Setembro de 2020.                                                           |
| Ianos (Gr), Tulpar (Serviço Estatal de Meterologia Turca\|Tr]]), Udine (FUB), 14 – 20 Setembro 2020           |
| Alex (Fr), Brigitte (FUB), 1 – 2 Outubro 2020.                                                                |
| Barbara (Es), Jadranka (FUB), 20–22 October 2020.                                                             |
| Aiden (Ie), 31 Outubro – 2 Novembro 2020.                                                                     |
| Liisa (Fi), ex-Eta (FUB), 19 Novembro 2020.                                                                   |
| Clement (Es), Invest 90L (NHC), 27 Novembro 2020 – 2 Dezembro 2020                                            |
| Dora (Es), Wenke (FUB), 3 – 5 Dezembro 2020                                                                   |
| Ernest (Es), Yvonne (FUB), 7 Dezembro 2020 – 12 Dezembro 2020                                                 |
| Bella (UK), Hermine (FUB), 25 – 31 Dezembro 2020                                                              |
| Filomena (Es), Bartosz (FUB), 5 – 13 Janeiro 2021                                                             |
| Dimitrios (FUB), 10 – 14 Janeiro 2021                                                                         |
| Christoph (UK), Goran (FUB), Frank (No), 18 – 26 January 2021                                                 |
| Gaetan (Pt), Hakim (FUB) 19 – 20 Janeiro de 2021                                                              |
| Hortense (Es), Irek (FUB), 20 – 25 Janeiro de 2021                                                            |
| Ignacio (Es), Lars (FUB), 22 – 26 Janeiro de 2021                                                             |
| Justine (Pt), Peter (FUB), 26 – 30 Janeiro de 2021                                                            |
| Darcy (Nl), Tristan (FUB), 3 de Fevereiro de 2021                                                             |